# Bürgersee
Bürgersee ist die Bezeichnung von vier Einzelseen im Stadtgebiet von Penkun im Landkreis Vorpommern-Greifswald in Mecklenburg-Vorpommern.
Die Seen umgeben den Ort Penkun südlich bis nordöstlich. Die drei südlich gelegenen Seen sind durch Gräben miteinander verbunden und besitzen keinen oberirdischen Abfluss. Sie haben eine einheitliche Wasserspiegelhöhe von 25,4 m ü. NHN. Zum vierten, nordöstlich und sechs Dezimeter tiefer liegenden See besteht keine Verbindung. Letzterer entwässert über den künstlich geschaffenen Seegraben in Richtung Randow.
Daten der einzelnen Seen (von Nord nach Süd):
| See       | Fläche  | max. Länge | max. Breite | Höhe über NHN |
| --------- | ------- | ---------- | ----------- | ------------- |
| 1. Becken | 16,0 ha | 1060 m     | 270 m       | 24,8 m        |
| 2. Becken | 6,5 ha  | 600 m      | 150 m       | 25,4 m        |
| 3. Becken | 17,6 ha | 750 m      | 350 m       | 25,4 m        |
| 4. Becken | 24,2 ha | 820 m      | 420 m       | 25,4 m        |

## Geschichte
In einer Urkunde des Jahres 1614 wird der Bürgersee als allgemeines Bürgereigentum beschrieben. Nach ihr war in den Uferbereichen wachsendes Schilfrohr an die Hausbesitzer der Stadt zu verteilen. In der Geschichte sorgten hohe Wasserstände für Schäden an Grund und Boden sowie an Verbindungswegen in die umliegenden Orte. 1786 wurde der Seegraben angelegt, der den Bürgersee in Richtung Randow entwässerte. Durch sinkende Wasserstände entstanden Wiesen und Weideflächen. In der Folge gab es immer wieder Streitigkeiten um den Unterhalt des Abzugsgrabens, denn Versandungen und Pflanzenbewuchs beeinträchtigten mehrfach dessen Funktion, wodurch der Wasserspiegel wieder anstieg. In einer Vergleichsurkunde von 1796 wurde geregelt, dass die Unterhaltskosten von den Viehhütern anteilig nach Viehbestand zu zahlen seien. Anfang des 19. Jahrhunderts wurde mehrfach beklagt, dass Gutsbesitzer ihrer Pflicht zur Reinhaltung des Grabens nicht nachkamen. In einem weiteren Vergleich von 1841 wurde geregelt, dass, wenn der See über die Ufer tritt, Anlieger keinen Anspruch auf „Schadloshaltung“ haben. Ging das Wasser jedoch aufgrund natürlicher Einflüsse zurück, so konnten sie ihre Gartenparzellen erweitern und hatten bei Inanspruchnahme dafür Abgaben zu leisten.